# 유럽 안보 협력 기구
유럽 안보 협력 기구(영어: Organization for Security and Co-operation in Europe, OSCE, 문화어: 유럽안전협조기구)는 안보 협력을 위해 유럽과 중앙아시아, 북아메리카 등의 57개 국가가 가입되어 있는 세계에서 가장 큰 정부 간 협력 기구이다.
1975년 8월 1일 헬싱키 협정에 의해 유럽 안보 협력 회의(Conference on Security and Co-operation in Europe, CSCE)로 설립되었으며 지금과 같은 이름으로 변경된 시기는 1995년 1월 1일이다.

## 조직
유럽 안보 협력 기구의 최고 의결 기관은 회원국 정상 회담이다. 정상 회담은 부정기적으로 중요한 사안의 의결을 위해 개최된다. 상시적인 의사 결정은 매년 말 정기적으로 개최되는 장관급 회담에서 이루어진다.
오스트리아 빈에 본부를 두고 있으며 3,500명 이상의 근무자 중 10% 정도가 본부에서 일하고 있다. 회원국들은 상주 대사를, 비 회원국들은 주오스트리아 대사를 OSCE 상주 대표로 임명하고 있다. 공식 언어는 영어, 프랑스어, 독일어, 스페인어, 러시아어, 이탈리아어이다.

## 구성
- 정상회의(Summit)
- 각료이사회(Ministerial Council)
- 상설이사회(Permanent Council)
- 안보협력포럼(Forum for Security Council)
- 민주제도 및 인권사무소(ODIHR : Office for Democratic Institutions and Human rights)
- 소수민족보호 고등판무관(High Commissioner for National Minorities)
- 언론자유담당관(Representative on Freedom of Media)
- 사무국(Secretariat)

## 회원국
| 나라                  | 가입일           | 헬싱키 협정 서명일 | 파리 헌장 서명일 |
| --------------------- | ---------------- | ------------------ | ---------------- |
| 그리스                | 1973년 6월 25일  | 1975년 8월 1일     | 1990년 11월 21일 |
| 네덜란드              | 1973년 6월 25일  | 1975년 8월 1일     | 1990년 11월 21일 |
| 노르웨이              | 1973년 6월 25일  | 1975년 8월 1일     | 1990년 11월 21일 |
| 덴마크                | 1973년 6월 25일  | 1975년 8월 1일     | 1990년 11월 21일 |
| 독일                  | 1973년 6월 25일  | 1975년 8월 1일     | 1990년 11월 21일 |
| 라트비아              | 1991년 9월 10일  | 1991년 10월 14일   | 1991년 12월 6일  |
| 러시아                | 1973년 6월 25일  | 1975년 8월 1일     | 1990년 11월 21일 |
| 루마니아              | 1973년 6월 25일  | 1975년 8월 1일     | 1990년 11월 21일 |
| 룩셈부르크            | 1973년 6월 25일  | 1975년 8월 1일     | 1990년 11월 21일 |
| 리투아니아            | 1991년 9월 10일  | 1991년 10월 14일   | 1991년 12월 6일  |
| 리히텐슈타인          | 1973년 6월 25일  | 1975년 8월 1일     | 1990년 11월 21일 |
| 모나코                | 1973년 6월 25일  | 1975년 8월 1일     | 1990년 11월 21일 |
| 몬테네그로            | 2006년 6월 22일  | 2006년 9월 1일     |                  |
| 몰도바                | 1992년 1월 30일  | 1992년 2월 26일    | 1993년 1월 29일  |
| 몰타                  | 1973년 6월 25일  | 1975년 8월 1일     | 1990년 11월 21일 |
| 몽골                  | 2012년 11월 21일 |                    |                  |
| 미국                  | 1973년 6월 25일  | 1975년 8월 1일     | 1990년 11월 21일 |
| 바티칸 시국           | 1973년 6월 25일  | 1975년 8월 1일     | 1990년 11월 21일 |
| 벨기에                | 1973년 6월 25일  | 1975년 8월 1일     | 1990년 11월 21일 |
| 벨라루스              | 1992년 1월 30일  | 1992년 2월 26일    | 1993년 4월 8일   |
| 보스니아 헤르체고비나 | 1992년 4월 30일  | 1992년 7월 8일     |                  |
| 북마케도니아          | 1995년 10월 12일 |                    |                  |
| 불가리아              | 1973년 6월 25일  | 1975년 8월 1일     | 1990년 11월 21일 |
| 산마리노              | 1973년 6월 25일  | 1975년 8월 1일     | 1990년 11월 21일 |
| 세르비아              | 2000년 11월 10일 |                    |                  |
| 스웨덴                | 1973년 6월 25일  | 1975년 8월 1일     | 1990년 11월 21일 |
| 스위스                | 1973년 6월 25일  | 1975년 8월 1일     | 1990년 11월 21일 |
| 스페인                | 1973년 6월 25일  | 1975년 8월 1일     | 1990년 11월 21일 |
| 슬로바키아            | 1993년 1월 1일   |                    |                  |
| 슬로베니아            | 1992년 3월 24일  | 1992년 7월 8일     | 1993년 3월 8일   |
| 아르메니아            | 1992년 1월 30일  | 1992년 7월 8일     | 1992년 4월 17일  |
| 아이슬란드            | 1973년 6월 25일  | 1975년 8월 1일     | 1990년 11월 21일 |
| 아일랜드              | 1973년 6월 25일  | 1975년 8월 1일     | 1990년 11월 21일 |
| 아제르바이잔          | 1992년 1월 30일  | 1992년 7월 8일     | 1993년 12월 20일 |
| 안도라                | 1996년 4월 25일  | 1999년 11월 10일   | 1998년 2월 17일  |
| 알바니아              | 1991년 6월 19일  | 1991년 9월 16일    | 1991년 9월 17일  |
| 에스토니아            | 1991년 9월 10일  | 1992년 10월 14일   | 1991년 12월 6일  |
| 영국                  | 1973년 6월 25일  | 1975년 8월 1일     | 1990년 11월 21일 |
| 오스트리아            | 1973년 6월 25일  | 1975년 8월 1일     | 1990년 11월 21일 |
| 우즈베키스탄          | 1992년 1월 30일  | 1992년 2월 26일    | 1993년 10월 27일 |
| 우크라이나            | 1992년 1월 30일  | 1992년 2월 26일    | 1992년 6월 16일  |
| 이탈리아              | 1973년 6월 25일  | 1975년 8월 1일     | 1990년 11월 21일 |
| 조지아                | 1992년 3월 24일  | 1992년 7월 8일     | 1994년 1월 21일  |
| 체코                  | 1993년 1월 1일   |                    |                  |
| 카자흐스탄            | 1992년 1월 30일  | 1992년 7월 8일     | 1992년 9월 23일  |
| 캐나다                | 1973년 6월 25일  | 1975년 8월 1일     | 1990년 11월 21일 |
| 크로아티아            | 1992년 3월 24일  | 1992년 7월 8일     |                  |
| 키르기스스탄          | 1992년 1월 30일  | 1992년 7월 8일     | 1994년 6월 3일   |
| 키프로스              | 1973년 6월 25일  | 1975년 8월 1일     | 1990년 11월 21일 |
| 타지키스탄            | 1992년 1월 30일  | 1992년 2월 26일    |                  |
| 투르크메니스탄        | 1992년 1월 30일  | 1992년 7월 8일     |                  |
| 튀르키예              | 1973년 6월 25일  | 1975년 8월 1일     | 1990년 11월 21일 |
| 포르투갈              | 1973년 6월 25일  | 1975년 8월 1일     | 1990년 11월 21일 |
| 폴란드                | 1973년 6월 25일  | 1975년 8월 1일     | 1990년 11월 21일 |
| 프랑스                | 1973년 6월 25일  | 1975년 8월 1일     | 1990년 11월 21일 |
| 핀란드                | 1973년 6월 25일  | 1975년 8월 1일     | 1990년 11월 21일 |
| 헝가리                | 1973년 6월 25일  | 1975년 8월 1일     | 1990년 11월 21일 |

협력국

###### 아시아협력동반자국
- 대한민국[4]
- 아프가니스탄 (2021년부터 탈레반의 지배하에 들어가면서 활동을 중단한 상태)
- 오스트레일리아
- 일본
- 태국

###### 지중해협력동반자국
- 모로코
- 알제리
- 요르단
- 이스라엘
- 이집트
- 튀니지

## 의장국
OSCE의 의장국은 1년마다 회원국이 맡게 되며 의장국의 외교부 장관이 의장 역할을 한다.
| 연도   | 의장국       | 의장 |
| ------ | ------------ | --- |
| 1991년 | 독일         | 한스디트리히 겐셔 (Hans-Dietrich Genscher, 6월 ~ 12월)                                                                     |
| 1992년 | 체코         | 이르지 디엔스트비에르 (Jiří Dienstbier, 1월 1일 ~ 7월 2일), 요제프 모라프치크 (Jozef Moravčík, 7월 3일 ~ 12월 31일)        |
| 1993년 | 스웨덴       | 마르가레타 아프 우글라스 (Margaretha af Ugglas)                                                                            |
| 1994년 | 이탈리아     | 베니아미노 안드레아타 (Beniamino Andreatta, 1월 1일 ~ 5월 11일), 안토니오 마르티노 (Antonio Martino, 5월 12일 ~ 12월 31일) |
| 1995년 | 헝가리       | 코바치 라슬로 (Kovács László)                                                                                              |
| 1996년 | 스위스       | 플라비오 코티 (Flavio Cotti)                                                                                               |
| 1997년 | 덴마크       | 닐스 헬베그 페테르센 (Niels Helveg Petersen)                                                                               |
| 1998년 | 폴란드       | 브로니스와프 게레메크 (Bronisław Geremek)                                                                                  |
| 1999년 | 노르웨이     | 크누트 볼레베크 (Knut Vollebæk)                                                                                            |
| 2000년 | 오스트리아   | 볼프강 쉬셀 (Wolfgang Schüssel, 1월 1일 ~ 2월 4일), 베니타 페레로발트너 (Benita Ferrero-Waldner, 2월 5일 ~ 12월 31일)      |
| 2001년 | 루마니아     | 미르체아 제오아너 (Mircea Geoană)                                                                                          |
| 2002년 | 포르투갈     | 자이므 가마 (Jaime Gama, 1월 1일 ~ 4월 6일), 안토니우 마르팅스 다 크루스 (António Martins da Cruz, 4월 7일 ~ 12월 31일)    |
| 2003년 | 네덜란드     | 야프 더 호프 스헤퍼르 (Jaap de Hoop Scheffer, 1월 1일 ~ 12월 3일), 베르나르트 봇 (Bernard Bot, 12월 4일 ~ 12월 31일)       |
| 2004년 | 불가리아     | 솔로몬 파시 (Solomon Passy)                                                                                                |
| 2005년 | 슬로베니아   | 디미트리 루펠 (Dimitrij Rupel)                                                                                             |
| 2006년 | 벨기에       | 카럴 더 휘흐트 (Karel De Gucht)                                                                                            |
| 2007년 | 스페인       | 미겔 앙헬 모라티노스 (Miguel Ángel Moratinos)                                                                              |
| 2008년 | 핀란드       | 일카 카네르바 (Ilkka Kanerva, 1월 1일 ~ 4월 4일), 알렉산데르 스투브 (Alexander Stubb, 4월 5일 ~ 12월 31일)                 |
| 2009년 | 그리스       | 도라 바코야니 (Dora Bakoyannis, 1월 1일 ~ 10월 5일), 요르요스 파판드레우 (George Papandreou, 10월 6일 ~ 12월 31일)         |
| 2010년 | 카자흐스탄   | 카나트 사우다바예프 (Kanat Saudabayev)                                                                                     |
| 2011년 | 리투아니아   | 아우드로뉴스 아주발리스 (Audronius Ažubalis)                                                                               |
| 2012년 | 아일랜드     | 이먼 길모어 (Eamon Gilmore, 에이먼 막 길라모르 (Éamon Mac Giollamóir))                                                     |
| 2013년 | 우크라이나   | 레오니드 코자라 (Leonid Kozhara)                                                                                           |
| 2014년 | 스위스       | 디디에 부르칼테르 (Didier Burkhalter)                                                                                      |
| 2015년 | 세르비아     | 이비차 다치치 (Ivica Dačić)                                                                                                |
| 2016년 | 독일         | 프랑크발터 슈타인마이어 (Frank-Walter Steinmeier)                                                                          |
| 2017년 | 오스트리아   | 제바스티안 쿠르츠 (Sebastian Kurz, 1월 1일 ~ 12월 18일), 카린 크나이슬 (Karin Kneissl, 12월 18일 ~ 12월 31일)              |
| 2018년 | 이탈리아     | 안젤리노 알파노 (Angelino Alfano, 1월 1일 ~ 6월 1일), 엔초 모아베로 밀라네시 (Enzo Moavero Milanesi, 6월 1일 ~ 12월 31일)  |
| 2019년 | 슬로바키아   | 미로슬라우 라이차크 (Miroslav Lajčák)                                                                                      |
| 2020년 | 알바니아     | 에디 라마 (Edi Rama) |
| 2021년 | 스웨덴       | 안 린데 (Ann Linde) |
| 2022년 | 폴란드       | 즈비그니에프 라우 (Zbigniew Rau)                                                                                           |
| 2023년 | 북마케도니아 | 부야르 오스마니 (Bujar Osmani)                                                                                             |
| 2024년 | 몰타         | 이언 보그 (Ian Borg) |
| 2025년 | 핀란드       | 미정 |

## 같이 보기
- 아시아 교류 및 신뢰구축 회의
- 유럽 평의회
- 유럽 연합
- 북대서양 조약 기구
- 서유럽 연합